# Lan hài xanh
Lan hài ráp (danh pháp hai phần: Paphiopedilum malipoense) là một loài lan hài thuộc Họ Lan. Lan hài nở hoa vào mùa Xuân và có một hoa mỗi cụm. Cây này phân bố ở các tỉnh Quảng Tây, Quý Châu và Vân Nam của Trung Quốc cũng như tại miền Bắc Việt Nam. Vườn quốc gia Phong Nha-Kẻ Bàng là nơi có loại lan hài xanh này.

## Các biến thể
- Paphiopedilum malipoense var. angustatum (Vân Nam-Trung Quốc). Hemicr.
- Paphiopedilum malipoense var. jackii (Đông Nam Vân Nam, Bắc Việt Nam). Hemicr.
- Paphiopedilum malipoense var. hiepii
- Paphiopedilum malipoense var. malipoense (Đông Nam Vân Nam, Tây Nam Quý Châu, Tây Nam Quảng Tây (Trung Quốc) và Bắc Việt Nam). Hemicr.
- Paphiopedilum malipoense var. concolor
- Paphiopedilum malipoense var. aureum
- Paphiopedilum malipoense var. alba hoa xanh lá cây nhạt

## Hình ảnh

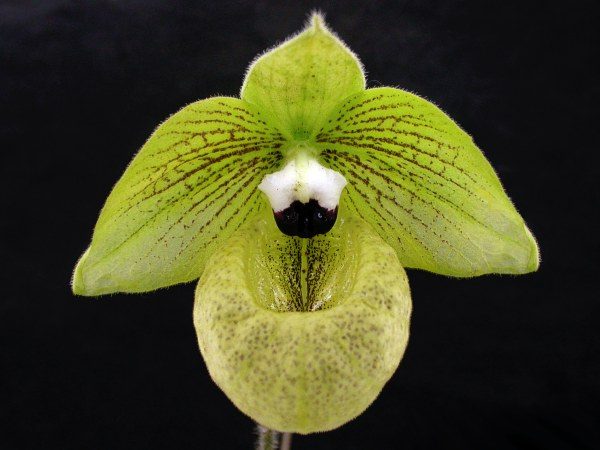
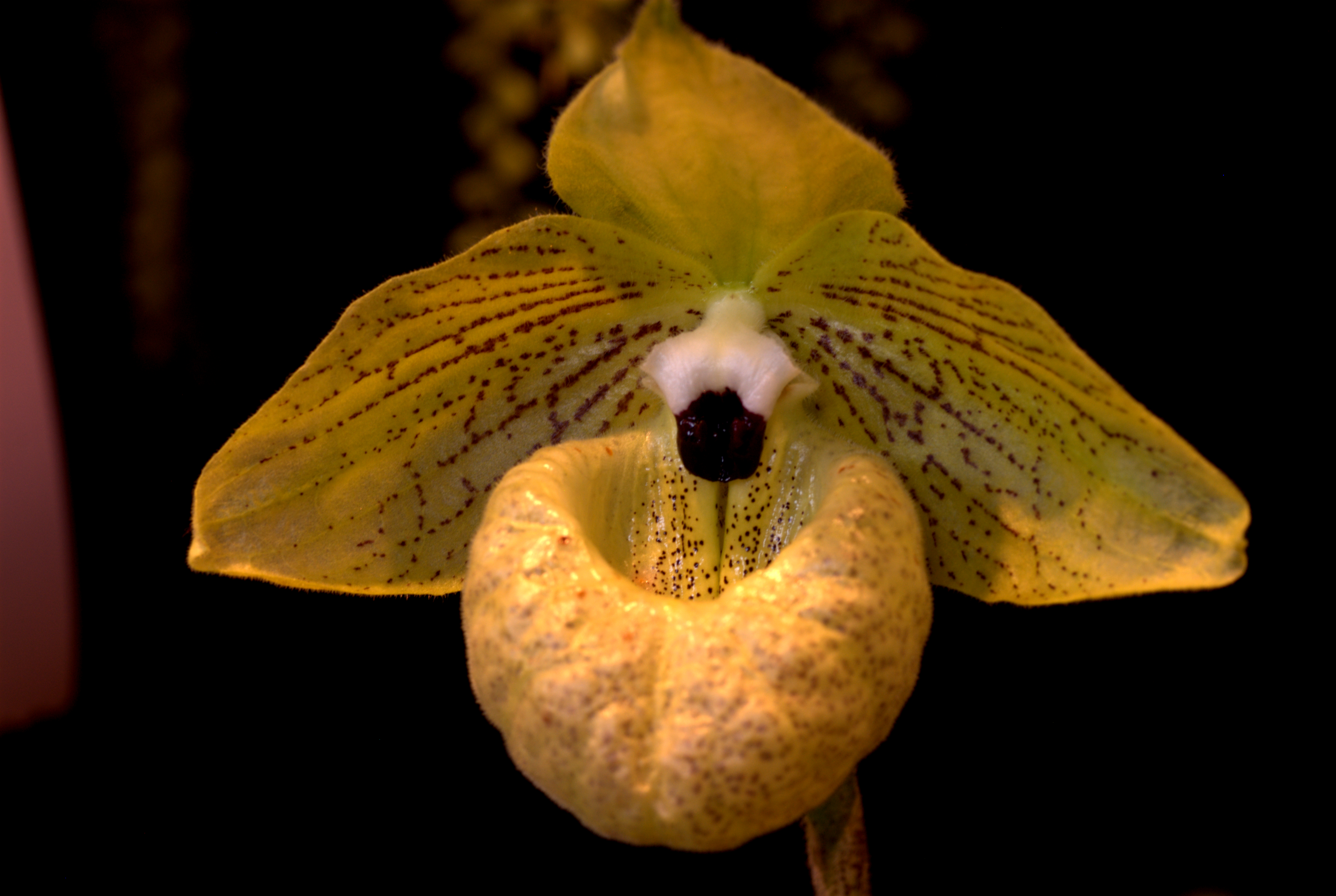
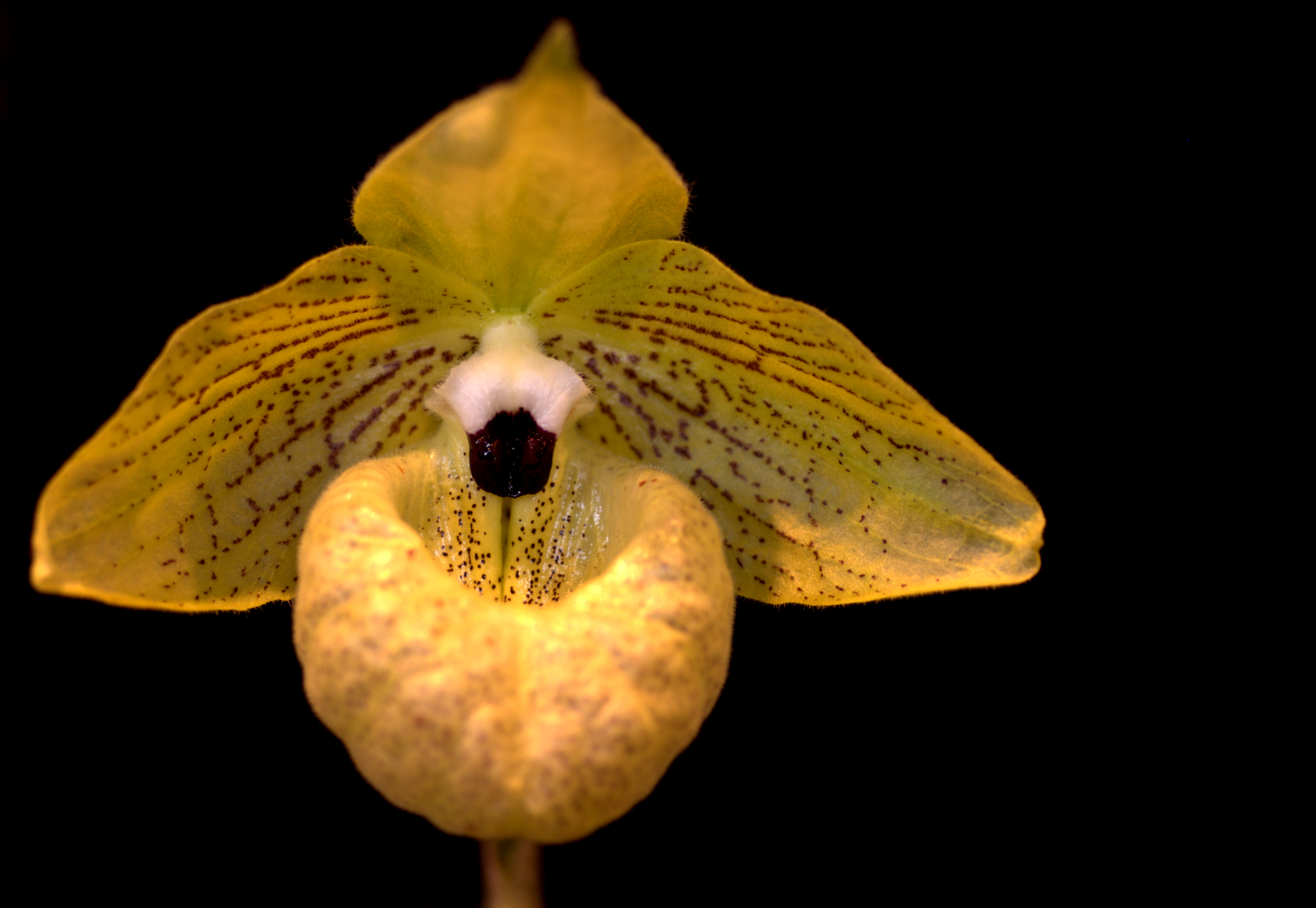